# NGC 2019

NGC 2019 est un amas globulaire situé dans la de la Table. Cet amas est situé dans le Grand Nuage de Magellan. L'astronome écossais James Dunlop l'a découvert en 1826.  